# Dere subrubra
Dere subrubra là một loài bọ cánh cứng trong họ Cerambycidae.